# Юбілейне (Єсільський район)
Юбіле́йне (каз. Юбилейное) — село у складі Єсільського району Акмолинської області Казахстану. Адміністративний центр Юбілейного сільського округу.
Населення — 447 осіб (2021; 631 у 2009, 688 у 1999, 827 у 1989).
Національний склад станом на 1989 рік:
- росіяни — 41 %.